# Villa Roderbourg

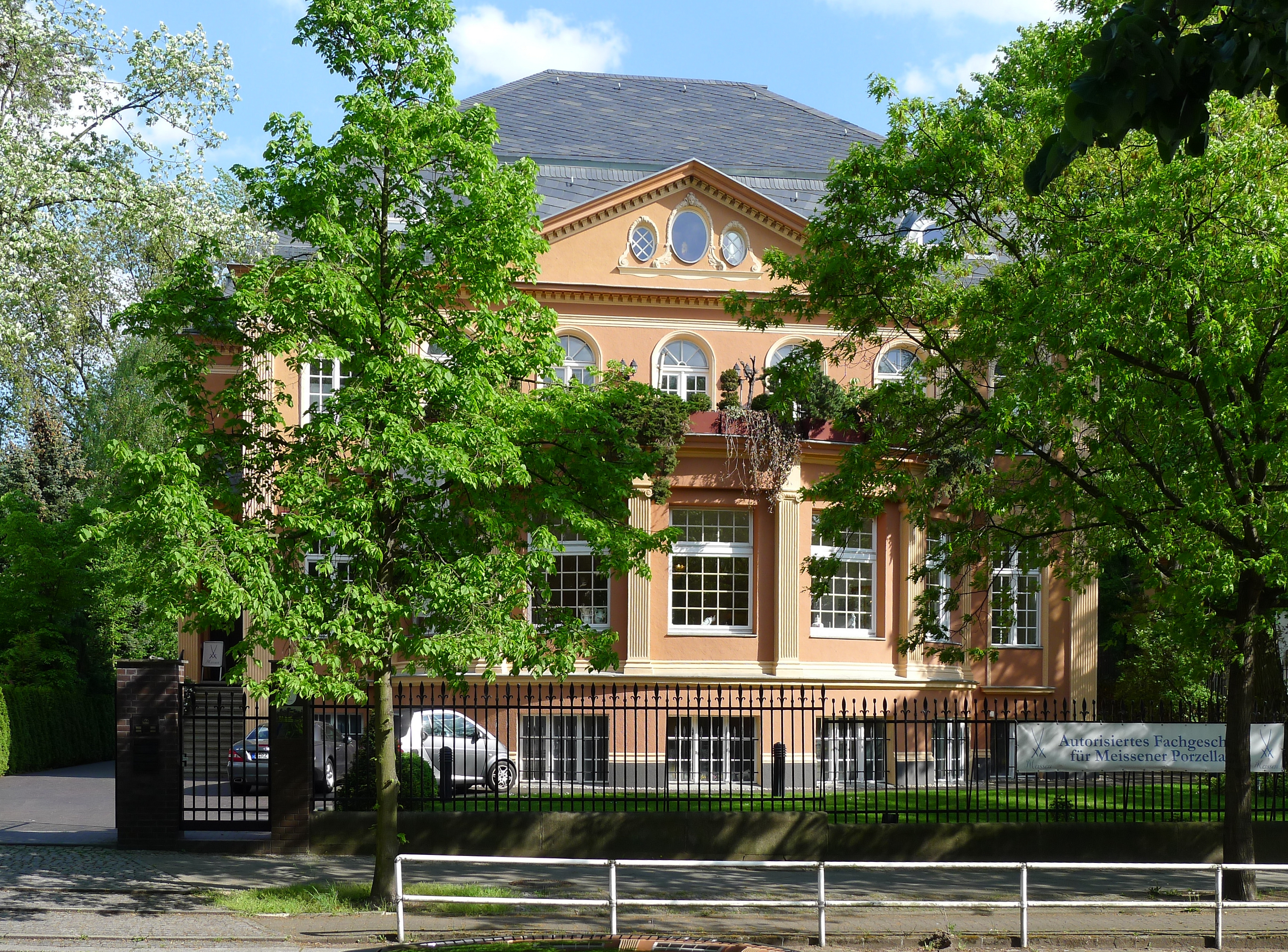
Koenigsallee 62 Berlin-Grunewald

Die Villa Roderbourg ist eine denkmalgeschützte Villa im Berliner Ortsteil Grunewald, Bezirk Charlottenburg-Wilmersdorf. Sie wurde um 1910 für den Kaufmann Roderbourg errichtet und gilt als typisches Beispiel für die repräsentativen Villenbauten im Grunewald jener Zeit.

## Geschichte
Die Villa entstand in der Zeit des wirtschaftlichen Aufschwungs des frühen 20. Jahrhunderts. Bauherr war der Unternehmer Roderbourg, nach dem das Gebäude bis heute benannt ist. Sie befindet sich an der Koenigsallee, einer der bedeutendsten Villenstraßen Berlins.
In den 1920er- und 1930er-Jahren diente das Gebäude unterschiedlichen wohlhabenden Familien als Wohnsitz. Nach dem Zweiten Weltkrieg blieb die Villa weitgehend unzerstört und wurde weiterhin als repräsentatives Wohnhaus genutzt.
Heute beherbergt sie unter anderem ein Goldschmiedeatelier & Juweliergeschäft.

## Architektur
Die Villa Roderbourg wurde im Stil des späten Historismus mit neobarocken und klassizistischen Elementen errichtet. Charakteristisch sind:
- eine symmetrische Fassadengliederung mit Risalit,
- reiche Stuckornamente,
- ein hohes Walmdach mit Gauben,
- repräsentative Eingangssituation mit Freitreppe.

Die Gestaltung entspricht den typischen Villenarchitekturen im Grunewald zu Beginn des 20. Jahrhunderts, die für wohlhabende Kaufleute und Industrielle errichtet wurden.

## Denkmalschutz
Die Villa Roderbourg ist in der Berliner Denkmalliste eingetragen. Sie gilt als bedeutendes Beispiel für die Bau- und Kulturgeschichte der Grunewalder Villenkolonie.